# Sand in Taufers
Sand in Taufers (tyskt uttal: [sant ʔɪn ˈtaʊfɐs], italienska: Campo Tures [ˈkampo ˈtuːres]) är en ort och kommun i provinsen Sydtyrolen i regionen Trentino-Sydtyrolen i norra Italien. Den är belägen cirka 70 kilometer nordost om Bolzano. Kommunen har 5 740 invånare (2024), på en yta av 163,98 km². Enligt 2024 års folkräkning talar 96,02 % av befolkningen tyska, 3,63 % italienska och 0,35 % ladinska som modersmål.

## Orter
Orter (località) i kommunen Sand in Taufers med fler än 20 invånare (inom parentes invånarantal 2021):

- Ahornach/Acereto (321)
- Sand in Taufers/Campo Tures (2 013)
- Mühlen in Taufers/Molini di Tures (1 664)
- Rein in Taufers/Riva di Tures (233)
- Taufers/Tures (78)
- Kematen/Caminata di Tures (444)